# Hallennes-lez-Haubourdin

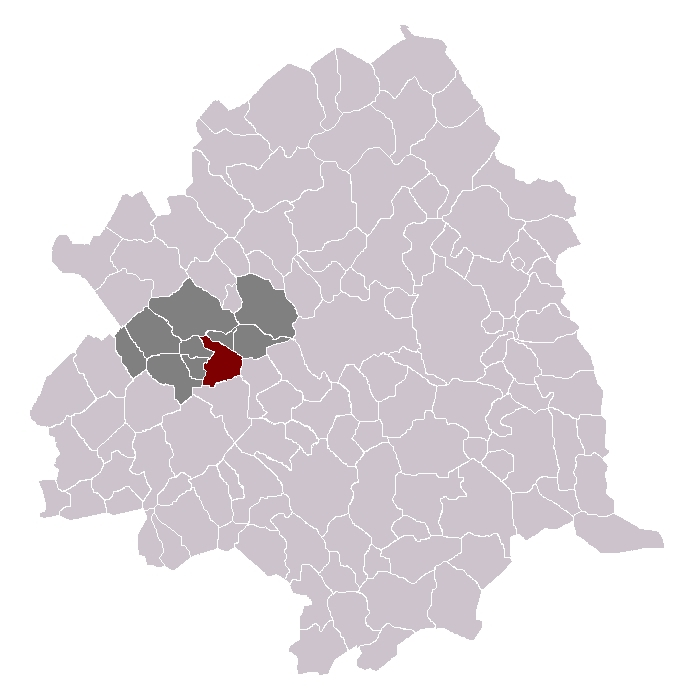
Ubicació de Hallennes-lez-Haubourdin dins del cantó i el districte

Hallennes-lez-Haubourdin és un municipi francès, situat a la regió dels Alts de França, al departament del Nord. L'any 2006 tenia 4.101 habitants. Limita al nord-oest amb Escobecques, al nord amb Englos, al nord-est amb Sequedin, a l'oest amb Erquinghem-le-Sec, a l'est amb Haubourdin, al sud-oest amb Beaucamps-Ligny i al sud amb Santes.

## Demografia
| 1962                                       | 1968  | 1975  | 1982  | 1990  | 1999  | 2006  |
| ------------------------------------------ | ----- | ----- | ----- | ----- | ----- | ----- |
| 1.894                                      | 2.405 | 3.286 | 3.251 | 3.851 | 3.810 | 4.101 |
| Des de 1962: població sense dobles comptes |       |       |       |       |       |       |

## Administració
| Període   | Identitat       | Partit |
| --------- | --------------- | ------ |
| 1989-1995 | Jacques Becq    |        |
| 1995-2007 | Patrick Genelle | UMP    |
| 2007-     | André Pau       |        |